# Nausithoe planulophora
Nausithoe planulophora is een schijfkwal uit de familie Nausithoidae. De wetenschappelijke naam van de soort werd in 1971 voor het eerst geldig gepubliceerd door Werner. 